# DnaE
DnaE је каталитичка α подјединица  ДНК полимеразе III, која делује као ДНК хеликаза. Овај ензим је присутан само код  прокариота.